# Старосольський Станіслав Костянтинович
Станіслав Костянтинович Старосольський (18 серпня 1889—11 червня 1962) — український дипломат. Перший секретар дипломатичної місії УНР у Швейцарії (1919—1921). Член НТШ, радник суду.

## Життєпис
Випускник філії Академічної гімназії і правничого факультету Львівського університету, суддя. У Торговельній школі Товариства «Просвіта» у Львові викладав науки про торгівлю. Був викладачем на юридичному факультеті Українського таємного університету у м. Львові (1921—1925). Обирався секретарем Правничої комісії при Історично-філософічній секції НТШ у Львові (1922—1936), очолював яку Володимир Старосольський.

## Сім'я
- Батько — Костянтин Миколайович Старосольський (1840—1909) — голова повітового суду, консультовий практикант ц.-к. намісництва, член ц.-к. староства.
- Мати — Анна Шуман (Старосольська) (1864—1939)
- Брат — Михайло Костянтинович Старосольський (1893—1920) — поручник УГА. Журналіст. Редактор «Козацького Голосу», тижневик, який виходив від 16 березня 1919 р. в Кам'янка-Струмилівська як орган 1-го Галицького Корпусу. За Збручем в травні 1920 р. розстріляний більшовиками[4].

## Автор наукових праць
- Старосольський С. Правнича комісія при Історично-філософічній секції НТШ у Львові / С. Старосольський. — Л., 1928. — Ч. 1. — С. 57—58[5].

## Галерея

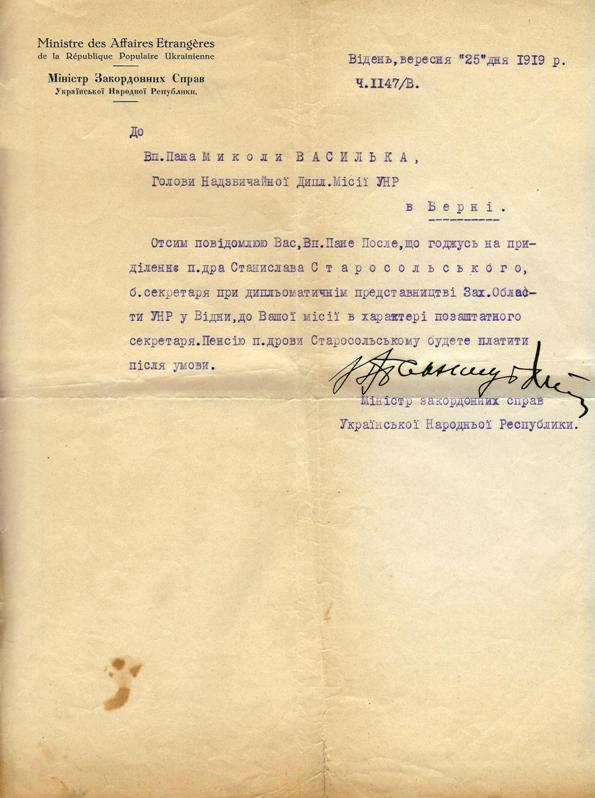
Лист Станіслава Старосольського — старшого секретаря Дипломатичної Місії Української Народної Республіки у Швейцарії до посла УНР у Швейцарії Миколи Василька, 25 вересня 1919 року.
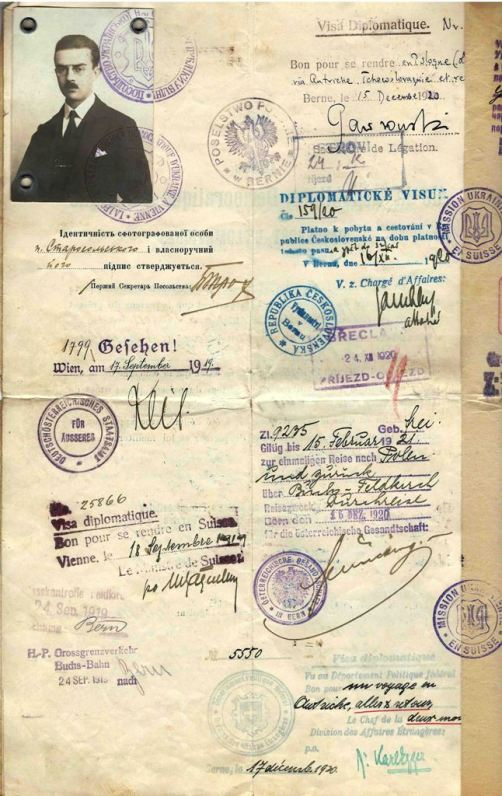
Дипломатичний паспорт Станіслава Старосольського — старшого секретаря Дипломатичної Місії Української Народної Республіки у Швейцарії. 1919 рік.
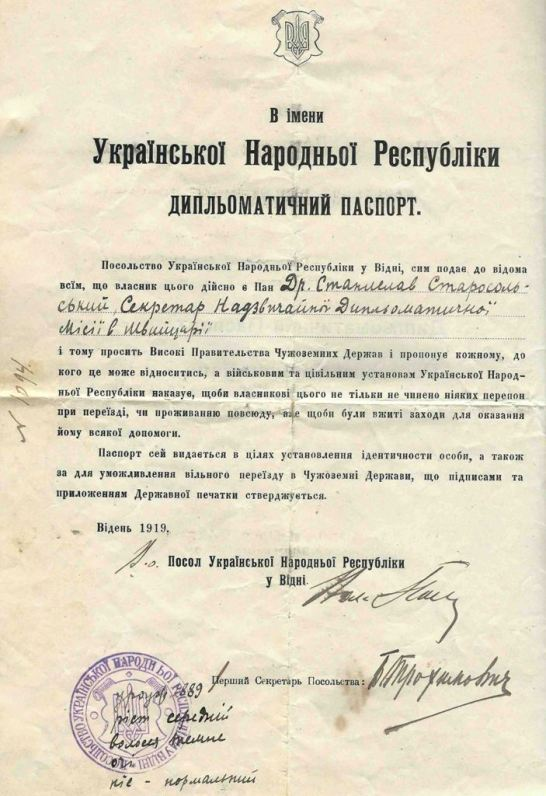
Дипломатичний паспорт Станіслава Старосольського — старшого секретаря Дипломатичної Місії Української Народної Республіки у Швейцарії. 1919 рік.
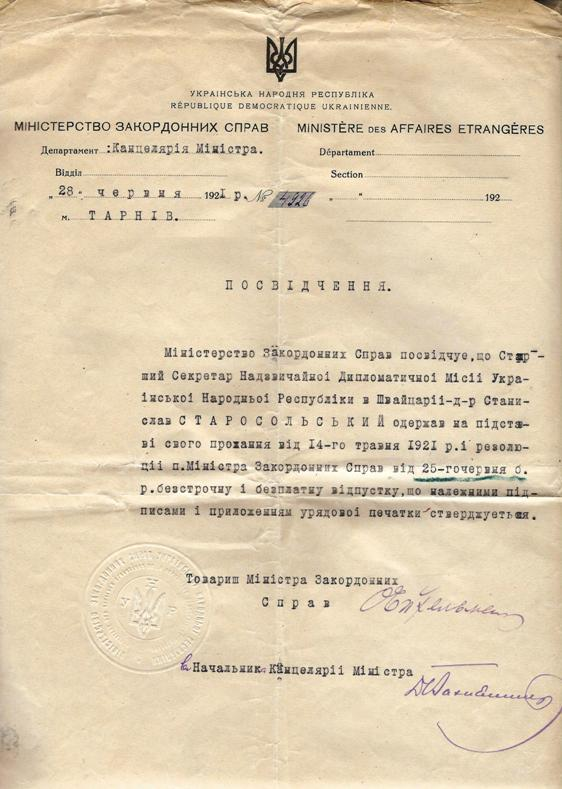
Посвідчення Станіслава Старосольського — старшого секретаря Дипломатичної Місії Української Народної Республіки у Швейцарії. 1919 рік.